# Maloja Palace

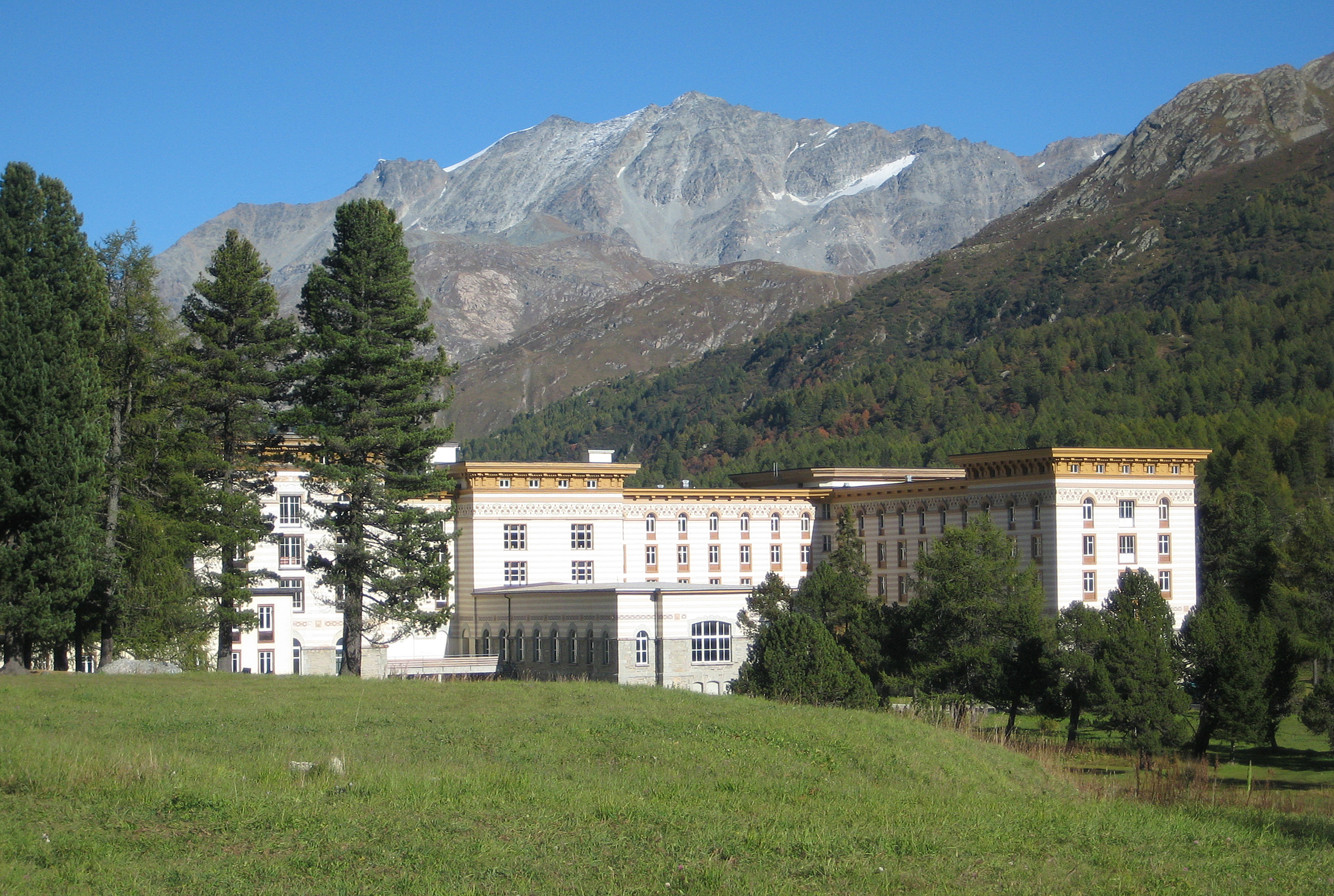
Hotel Maloja Palace

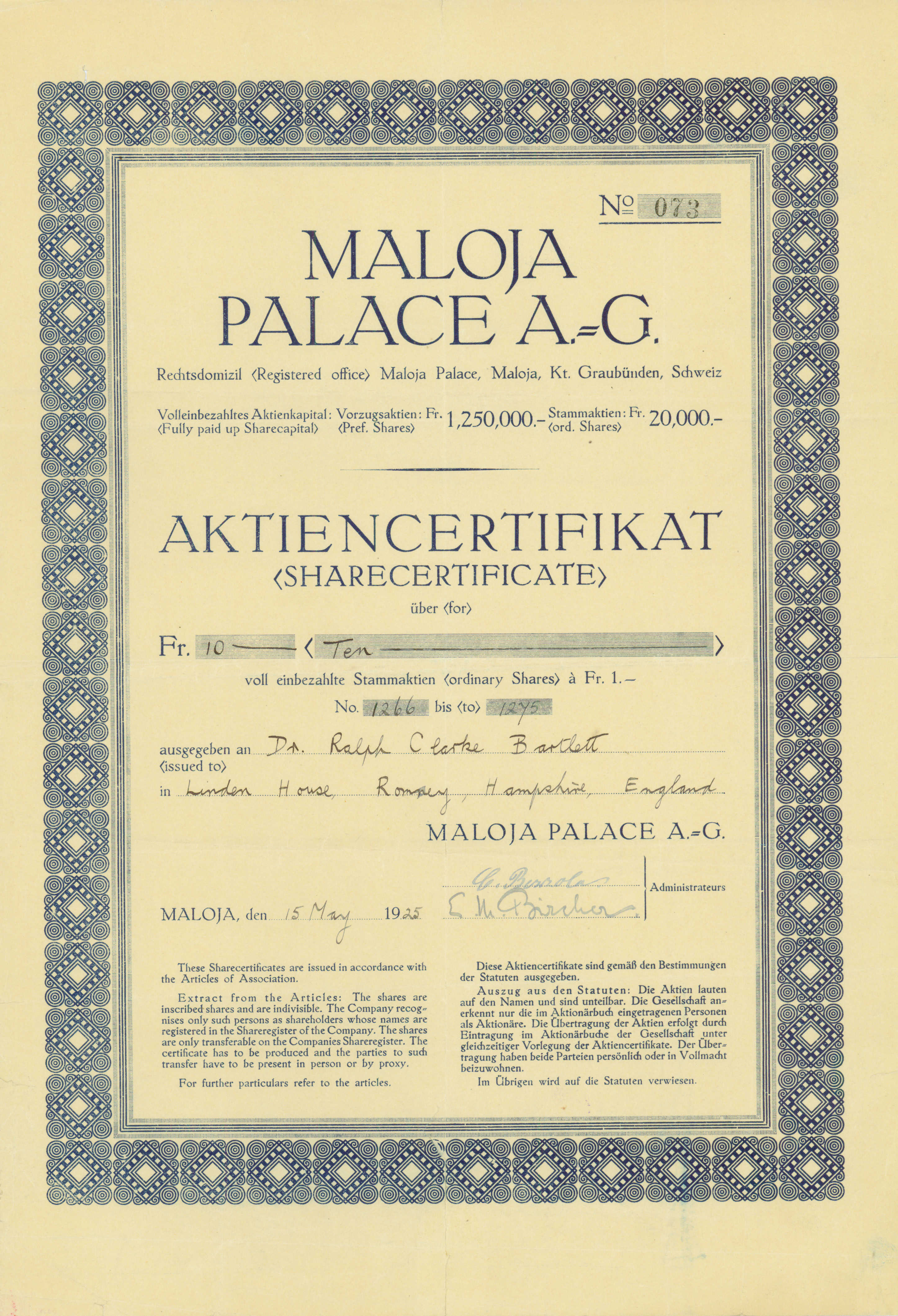
Aktie der Maloja Palace AG vom 15. Mai 1925

Das Maloja Palace (auch Maloja Palace Hotel, früher Hôtel Kursaal de la Maloja) ist ein Luxushotel im bündnerischen Bergdorf Maloja in der Schweiz. Es war einst eines der grössten und modernsten Hotels der Welt.

## Geschichte
Das Gebäude wurde in den Jahren 1882 bis 1884 an einer Bucht des Silsersees vom belgischen Architekten Jules Rau im Neurenaissance-Stil erbaut und am 1. Juli 1884 eröffnet. Der fünf Stockwerke hohe Komplex umfasste 300 Zimmer mit rund 450 Betten und 20 Ess- und Ballsälen.
Jedoch musste das Hotelunternehmen unter dem belgischen Grafen Camille de Renesse nach nur fünf Monaten Konkurs anmelden, auch da im benachbarten Italien die Cholera ausgebrochen und die nahe Grenze deswegen geschlossen worden war. Das Hotel blieb in der Folge unter verschiedenen Eigentümern bis 1934 geöffnet. In den folgenden Jahrzehnten diente die riesige Hotelanlage vor allem der Schweizer Armee, die hier Wiederholungskurse durchführte.
1962 vermietete die Eigentümergesellschaft, die Ferienhotel Maloja AG, deren Aktienmehrheit die belgische Christliche Krankenkasse hielt, den Hotelkomplex an die Betreibergesellschaft Intersoc. In der Folge diente das Hotel als Lager-, Kolonien- und Ferienhaus für verschiedenste, primär belgische Jugendgruppen. Seit den 1980er-Jahren, als das Haus vollständig ausgelastet war, sank die Belegung jedoch stetig, was u. a. auf die sinkende Attraktivität von Unterkünften mit Massenlagern und militärischem Schichtbetrieb sowie auf die Streichung des Nachtzugs zwischen Brüssel und Chur durch die NMBS/SNCB zurückzuführen war, was die Reisezeit deutlich verlängerte. Zudem war die Christliche Krankenkasse wie andere belgische Krankenkassen in finanziellen Nöten und würde durch die nötigen hohen Sanierungskosten weiter belastet werden.
Der Verkauf des Maloja Palace für 15 Millionen Franken auf Drängen der Hauptaktionärin wurde im Januar 2006 durch die „Ferienhotel Maloja AG“ bestätigt. Käufer war ein Schweizer Unternehmen, geführt vom italienischen Millionär Amedeo Clavarino, der bereits diverse Hotels im Wallis aufgekauft hatte. Ursprünglich wollte er im Gebäude Ferienwohnungen erstellen, was aber nicht bewilligt wurde. Im Juli 2009 wurde das Maloja Palace nach einer umfangreichen Renovation und Restaurierung in Millionenhöhe als Hotel mit 50 Suiten und 35 Doppelzimmern wiedereröffnet.

## Bilder

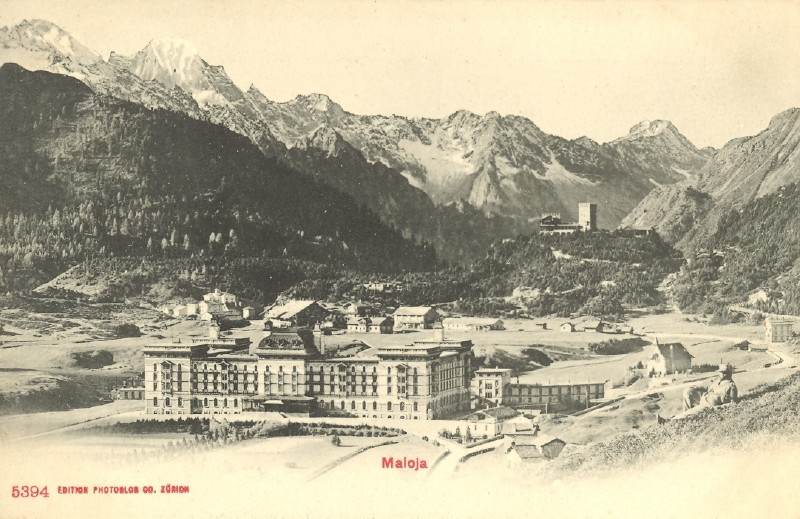
Postkarte um 1890
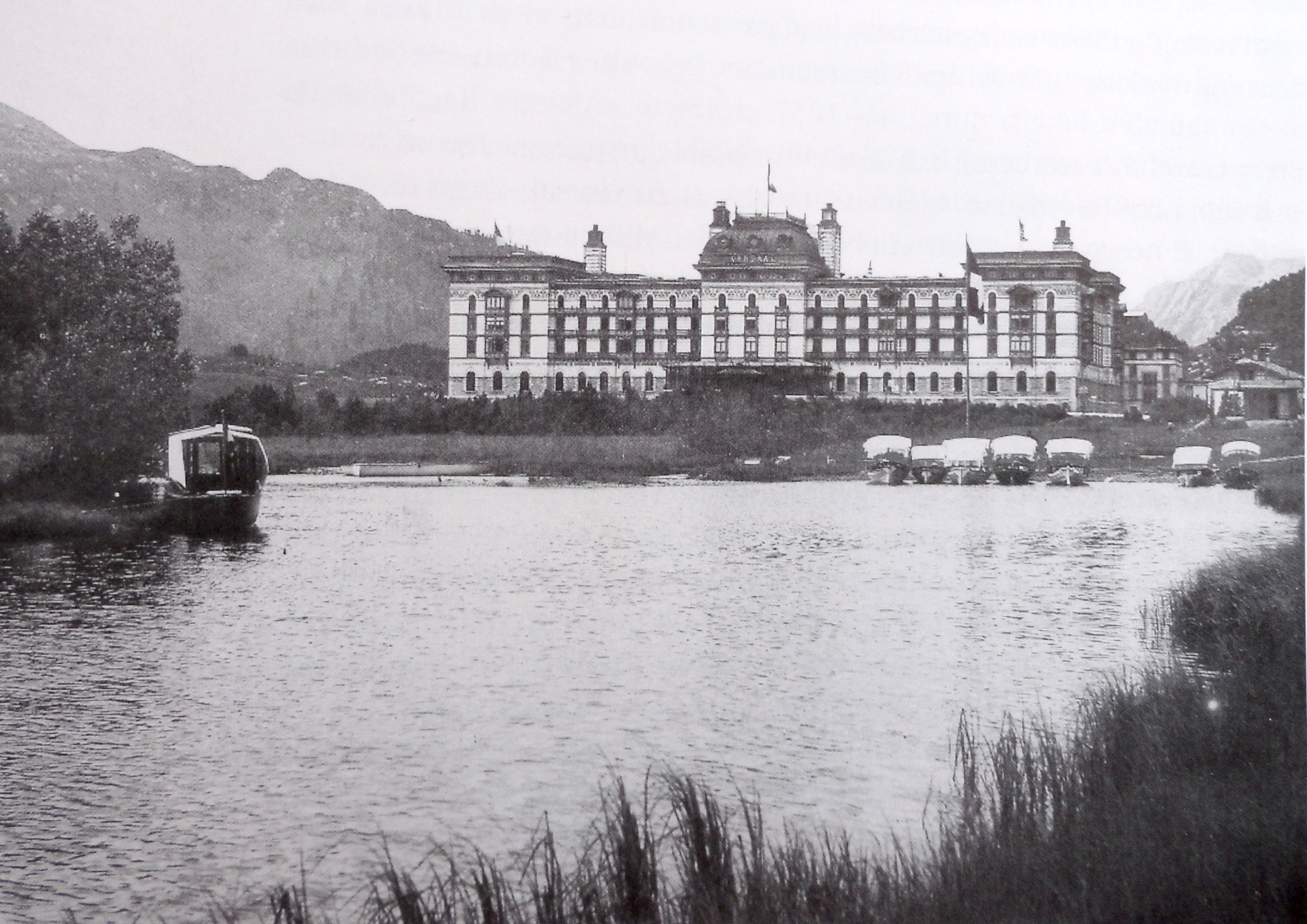
Das Hotel um 1900
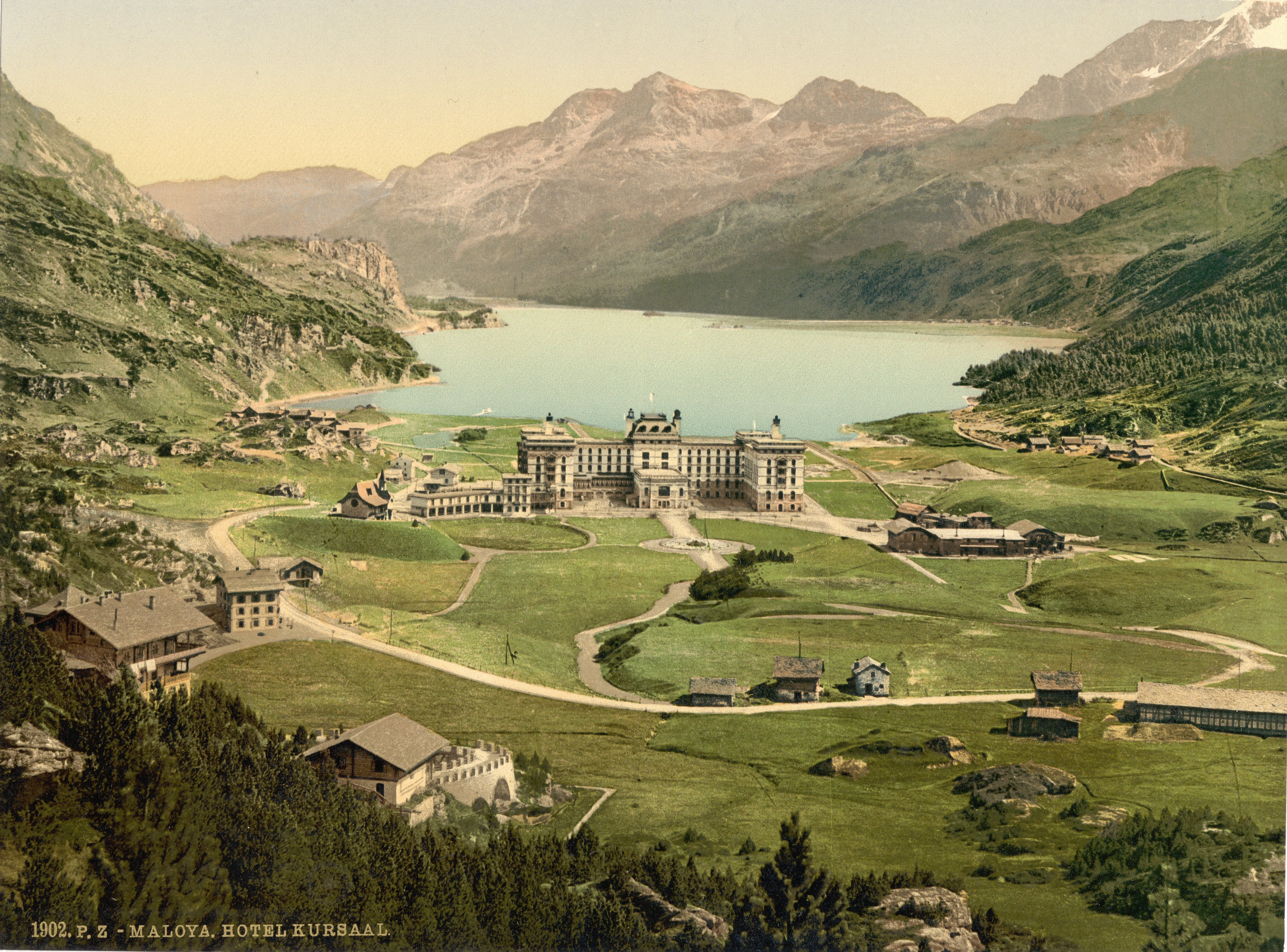
Photochrom-Postkarte um 1900
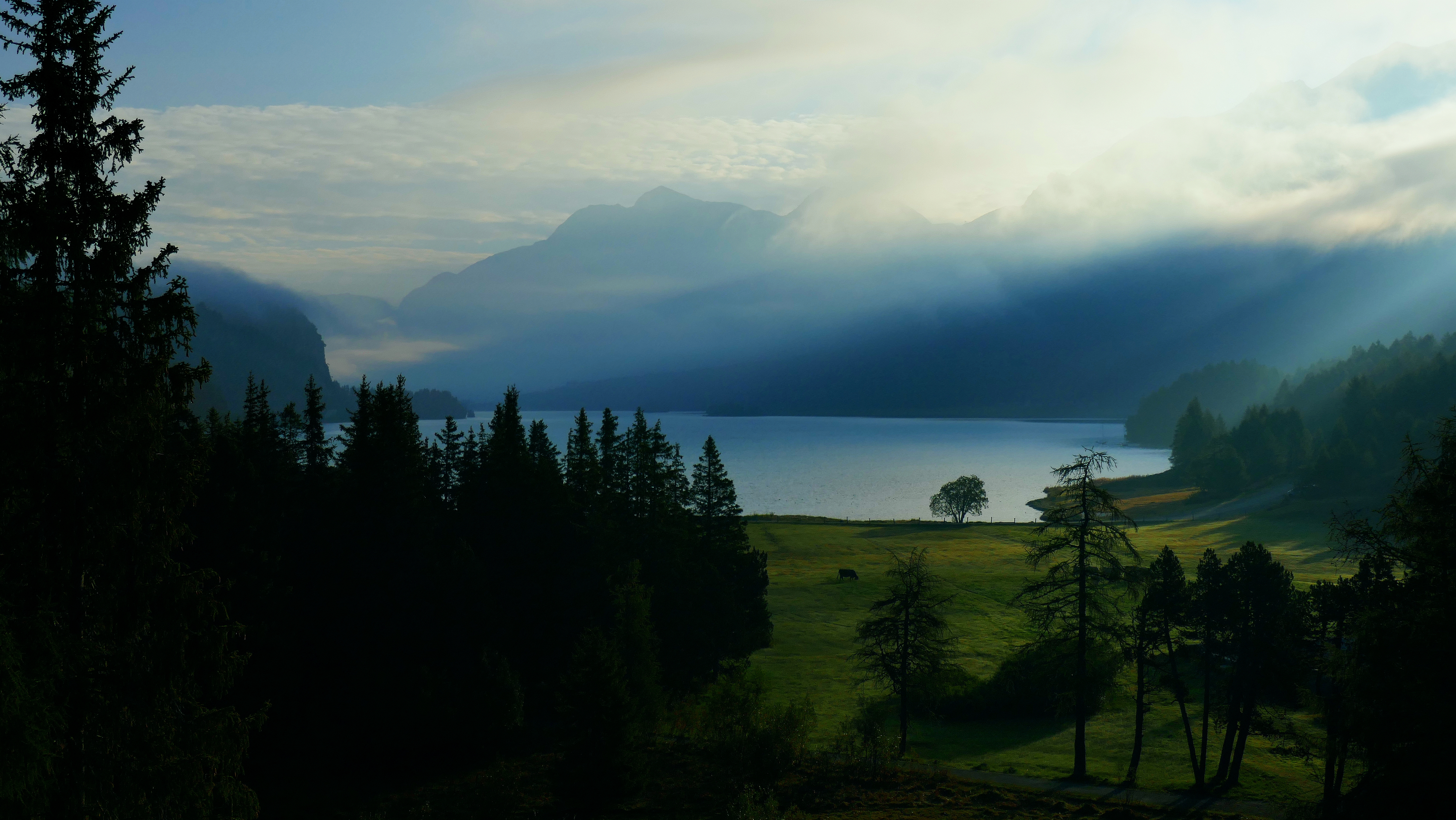
Blick vom Hotel auf den Silser See, 2020